# الفوردالاك
الفوردالاك (بالفرنسية: Le Vourdalak)‏ هو فيلم رعب درامي فرنسي صدر عام 2023، من إخراج أدريان بو، وهو أول فيلم روائي طويل لهُ. وسيناريو أدريان بو وهادريان بوفييه، مقتبس من رواية أليكسي قنسطنطينوفيتش تولستوي القصيرة «عائلة الفوردالاك» الصادرة عام 1839.
عُرض الفيلم لأول مرة في الدورة الثمانين لمهرجان البندقية السينمائي في قسم أسبوع النقاد الدوليين. ثم عُرض في دور السينما في فرنسا في 25 أكتوبر 2023، من قِبل شركة ذا جوكرز، وحظي بإشادة النقاد.

## القصة
في أوروبا الشرقية في القرن الثامن عشر، فقد المركيز الفرنسي جاك ساتورنين دو أنطوان حصانه ورفاقه إثر تعرضهم للسرقة. نصحه شخص غريب بالذهاب إلى منزل رجل يُدعى غورشا. يصل جاك أنطوان إلى منزل غورشا حيث تقيم عائلته. سرعان ما عاد جيغور، الابن الأكبر لغورشا، إلى المنزل بعد أن أمضى الشهر الماضي يسعى للانتقام من الأتراك الذين نهبوا القرية. غادر العجوز غورشا لقتال الأتراك، وابلغ عائلته إن لم يعد خلال ستة أيام، فسيكون ذلك لأنه مات وهو يقاتل، وإن عاد بعد تلك الأيام الستة، فسيُصبح فوردالاك، ولا ينبغي لأحد أن يسمح له بالدخول للمنزل. يرفض جيغور الايمان بالفوردالاك. ويعد جاك أنطوان بالحصول على حصان له، لكن عليه الانتظار حتى اليوم التالي. في المساء، شوهد غورشا ملقىً على حافة الغابة، وكأنه جثة هامدة. فيدخله جيغور إلى المنزل، لتبدأ سلسلة من الاحداث الغريبة والمرعبة.

## الممثلون
- كيسي موتيت كلاين في دور المركيز جاك أنطوان ساتورنين دورفي.
- اريان لابد في دور سدينكا.
- غريغوار كولن في دور جيغور.
- فاسيلي شنايدر في دور بيوتر.
- كلير دوبورك في دور أنيا.
- غابرييل بافي في دور فلاد.
- إروان ريبارد في دور الناسك.
- أدريان بو في دور غورشا (تمثيل صوتي)

## الإنتاج
الفيلم مقتبس من رواية قصيرة لأليكسي قنسطنطينوفيتش تولستوي التي صدرت عام 1839 بعنوان «عائلة فوردالاك». صور الفيلم بكاميرا سوبر 16 ملم. الموسيقى التصويرية مستوحاة من موسيقى نينو روتا في فيلم كازانوفا فلليني. شخصية غغورتشا كانت دمية متحركة بالخيوط.

## روابط خارجية
- الفوردالاك على موقع IMDb (الإنجليزية)
- الفوردالاك على موقع ألو سيني (الفرنسية)
- الفوردالاك على موقع قاعدة بيانات الفيلم (الإنجليزية)
- الفوردالاك على موقع ليتربوكسد (الإنجليزية)